# 德斯蒙德·卡林顿
德斯蒙德·赫伯特·卡林顿（1926年5月23日—2017年2月1日），出生于肯特郡布罗姆利，是一名英国演员和广播员。

## 生平
他最出名的是他的每周晚间节目《音乐回转》，在BBC广播2台播出。从1981年到2004年，他的节目在每周日进行，持续了23年的演出；之后时间调整为周二、然后是周五。2016年10月28日，他在最后一次广播结束后退役。此外，他因在英国电视剧《紧急时刻》中扮演克里斯·安德森博士而闻名。
2017年2月1日，因老年痴呆症并发症发作，卡林顿于在伯斯郡的家中去世，享年90岁。